# Karmel

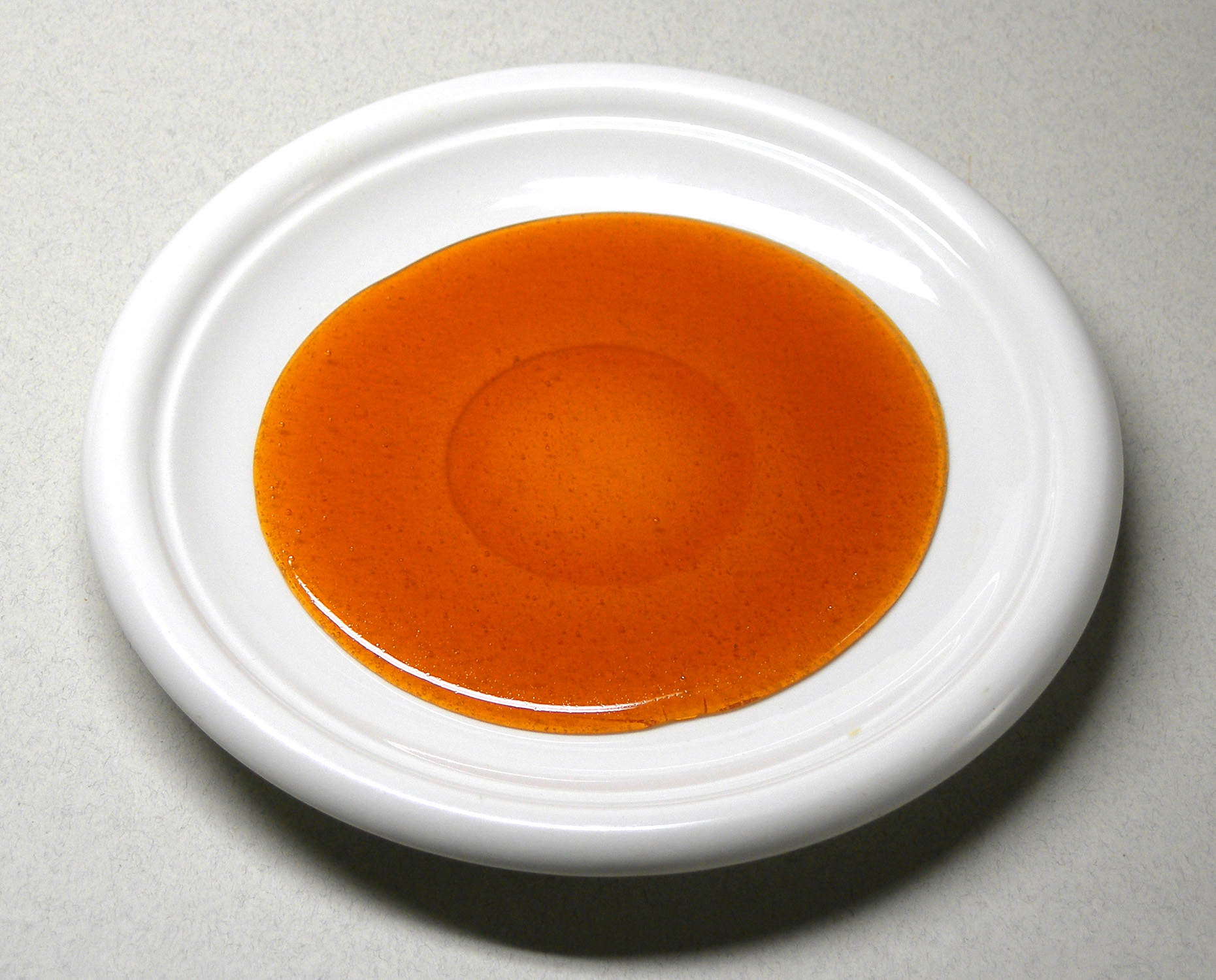
Karmel w postaci płynnej

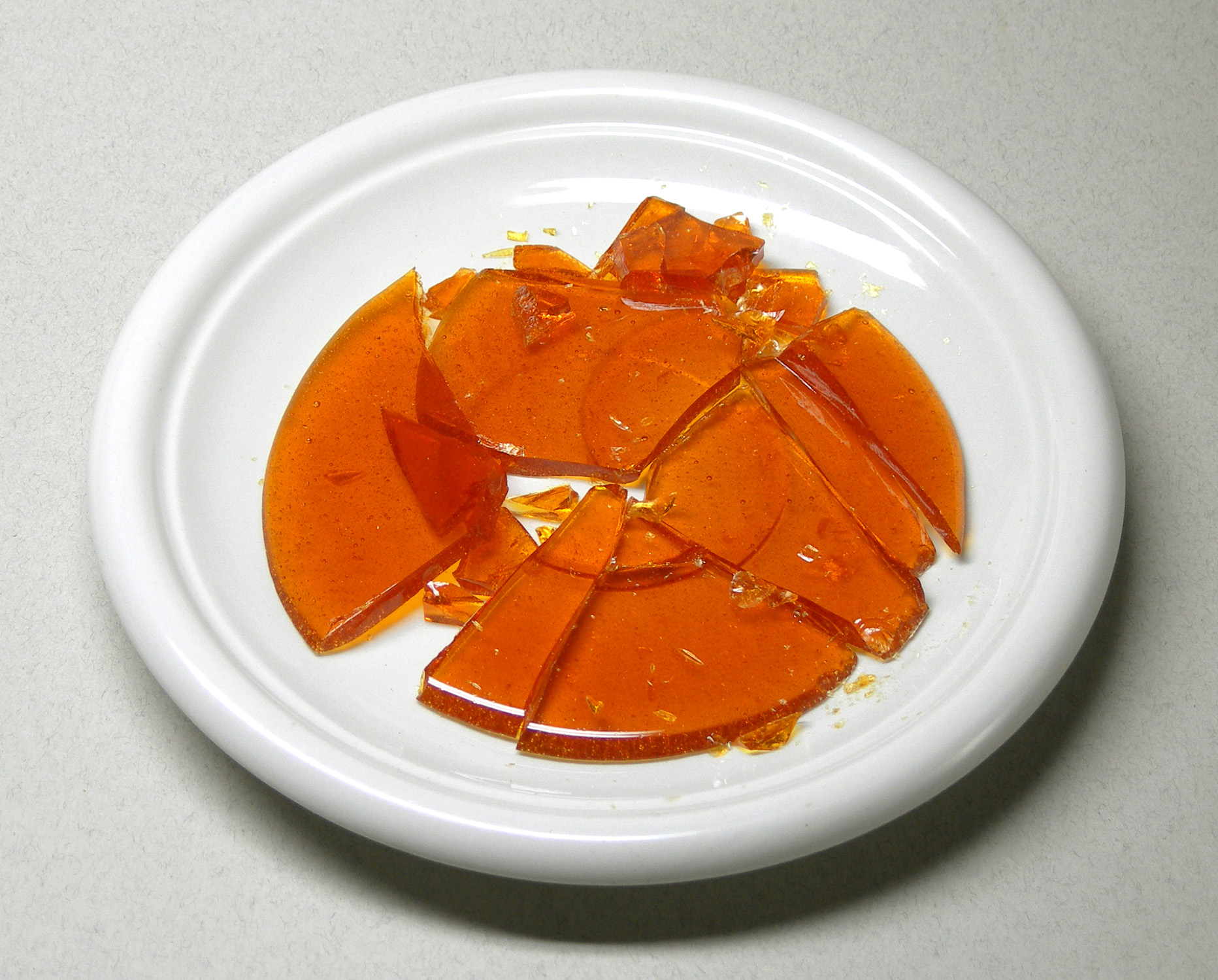
Karmel w postaci stałej

Karmel (tzw. cukier palony, E150) – masa powstająca w wyniku podgrzewania cukru spożywczego lub innych węglowodanów, w wyniku czego uzyskuje charakterystyczną brązową (karmelową) barwę i charakterystyczny zapach. Po ostygnięciu przybiera szklistą postać i jest składnikiem wielu potraw, używany do dekoracji potraw oraz jako dodatek barwiący. 
Jest głównym składnikiem niektórych rodzajów cukierków, barwnikiem napojów typu cola, ciemnego pieczywa, czekolad, lodów, dżemów i jogurtów. Dodatek karmelu do żywności jest oznaczane przez kod E150 i literę wyróżniającą typ karmelu.
Spożycie dużych ilości karmelu może powodować dolegliwości żołądkowo-jelitowe.

## Rodzaje
W produkcji komercyjnej karmelu jako dodatku barwiącego do żywności wyróżnia się cztery klasy:
- karmel kaustyczny, naturalny, klasa I, typy: CP-1, CP-2, oznaczenie UE: E150a –  otrzymywany przez ogrzewanie cukrów bez katalizatorów, zaliczany do barwników naturalnych, charakteryzuje się słabszą siłą barwienia, jest bardziej wrażliwy na działanie światła, temperatury, pH i czynników utleniających lub redukujących, w porównaniu innych typów jest znacznie droższy w produkcji.  Stosowany jest w produkcji napojów spirytusowych, brandy, ciastek, ciast, leków, słodyczy, aromatów i przypraw.
- karmel siarczynowy, karmel zasadowo-siarczynowy, klasa II, typy: CCS-1, oznaczenie UE: E150b – otrzymywany poprzez ogrzewanie sacharozy z dodatkiem związków siarczynowych: kwas siarkawy, siarczyn potasu, disiarczyn potasu, siarczyn sodu i disiarczyn sodu[2]. W przemyśle spożywczym używany głównie jako przyprawa do whisky, brandy, lodów, fermentowanych napojów mlecznych oraz jako aromat[1]. Może negatywnie wpływać na wątrobę, a także powodować nadpobudliwość oraz problemy żołądkowe[1].
- karmel amoniakalny, klasa III, klasy: AC-1, AC-2, AC-3, oznaczenie UE: E150c – otrzymywany w wyniku działania amoniaku na sacharozę. Jako źródła amoniaku stosuje się dodatki: wodorotlenku amonu, węglanu amonu, wodorowęglanu amonu lub fosforan amonu. Nie stosuje się związków siarczynowych[2]. Jest stosowany w przemyśle spożywczym do barwienia m.in.: ciemnego pieczywa, herbatników, sosów (ostrygowego, sojowego), czekolad, polew, deserów mlecznych, dżemów i marynat. Jego dopuszczalne dzienne spożycie wynosi 200 mg/kg masy ciała[3]. W większych dawkach może wywoływać nadpobudliwość, a także wpływać negatywnie na wątrobę, żołądek oraz płodność. W niektórych testach na zwierzętach wywoływał konwulsje. Jest toksyczny dla krwi szczurów.
- karmel amoniakalno-siarczynowy, klasa IV, typy: SAC-1 do SAC-4, oznaczenie UE: E150d – do produkcji używa się zarówno związków siarczynowych jak i amonowych. ma własności emulgujące, ułatwia wprowadzanie olejków smakowo-zapachowych do napojów[2]. Używany do barwienia m.in.: piwa typu porter, napojów typu cola, czekolady, dżemów, wyrobów cukierniczych oraz brązowego sosu do mięs[1]. Jego dopuszczalne dzienne spożycie wynosi 200 mg/kg masy ciała[3]. W większych dawkach może wywoływać nadpobudliwość i rozwolnienie. Jest toksyczny dla krwi szczurów. U królików hamuje metabolizm witaminy B6[1].

## Słony karmel
Popularny dzisiaj słony karmel zdobył uznanie w 1977 roku za sprawą francuskiego cukiernika Henriego Le Roux, mieszkającego w Quiberonie w Bretanii. Wyprodukował on deser w postaci solonego karmelu maślanego z kruszonymi orzechami (fr. caramel au beurre salé), przy użyciu bretońskiego półsłonego masła demi-sel. Rok później smak ten został nazwany „Najlepszą słodyczą we Francji” na paryskim Salon International de la Confiserie w 1980 roku. Le Roux zarejestrował znak towarowy „CBS” rok później.